# اليمين مقداد
اليمين مقداد (مواليد 13 يوليو 1986، مرسيليا) هو لاعب تايكوندو جزائري.

## المسيرة
فاز بالميدالية الذهبية في فئة أقل من 54 كيلو غرام في بطولة إفريقيا للتايكوندو 2010. كما نال الميدالية الذهبية في دورة الألعاب الإفريقية 2011.
تنافس أيضا في الألعاب الأولمبية الصيفية 2012، وتم إقصاؤه في الجولة التمهيدية على يد أوسكار مونيوث.